# 尼古拉二世凯旋门

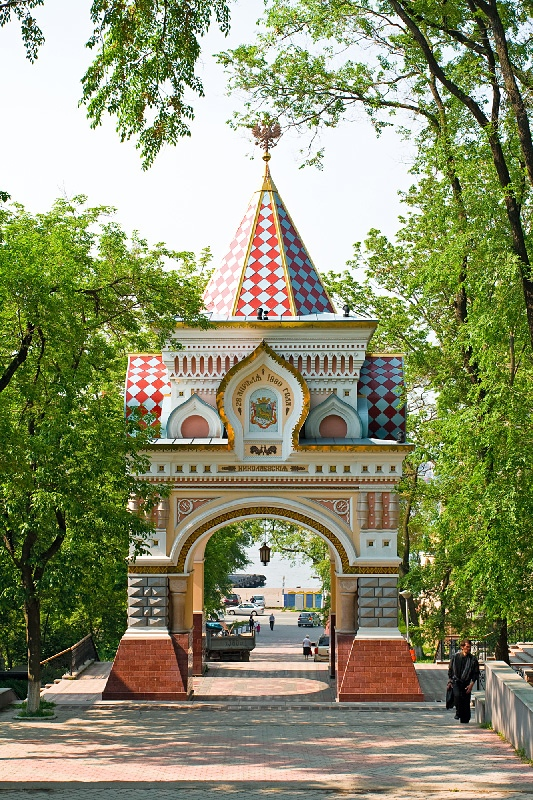

尼古拉二世凯旋门(俄语 :Николаевские триумфальные ворота)是一个凯旋门，位于俄罗斯远东滨海边疆州首府符拉迪沃斯托克的斯维特兰大街与滨海街交界处公园内。
罗曼诺夫王朝末代沙皇尼古拉二世访问海参崴，为此建造凯旋门加以纪念。1891年，尼古拉二世任皇太子时，访问日本时遭遇大津事件，遂提前了行程，加快了对海参崴的访问。于是加急完成了凯旋门。1917年俄国革命之际，凯旋门被破坏。2003年恢复原状。许多俄罗斯人在此拍婚纱照。